# Strażnica WOP Jurgów
Strażnica w Jurgowie:
1. podstawowy pododdział graniczny Wojsk Ochrony Pogranicza pełniący służbę ochronną na granicy polsko-czechosłowackiej.
2. graniczna jednostka organizacyjna polskiej straży granicznej realizująca zadania bezpośrednio w ochronie granicy państwowej.

## Formowanie i zmiany organizacyjne
Strażnica została sformowana w 1945 w strukturze 41 komendy odcinka jako 186 strażnica WOP (Jurgów) o stanie 56 żołnierzy. Kierownictwo strażnicy stanowili: komendant strażnicy, zastępca komendanta do spraw polityczno-wychowawczych i zastępca do spraw zwiadu. Strażnica składała się z dwóch drużyn strzeleckich, drużyny fizylierów, drużyny łączności i gospodarczej. Etat przewidywał także instruktora do tresury psów służbowych oraz instruktora sanitarnego.
Na początku 1947 obsada personalna strażnicy została wymieniona z obsadą 47 strażnicy Pamięcin.
W związku z reorganizacją oddziałów WOP w 1948, strażnica podporządkowana została dowódcy 53 batalionu OP.
Od 15 marca 1954 w Wojskach Ochrony Pogranicza wprowadzono nową numerację strażnic. Strażnica I kategorii otrzymała numer 190. 
W 1956 rozpoczęto numerowanie strażnic na poziomie brygady. Strażnica I kategorii Jurgów była 4. w 3 Brygadzie Wojsk Ochrony Pogranicza.
1 stycznia 1964 była 12 strażnicą lądową kategorii II
Straż Graniczna:
Po rozwiązaniu w 1991 Wojsk Ochrony Pogranicza, strażnica w Jurgowie weszła w podporządkowanie Karpackiego Oddziału Straży Granicznej.

## Ochrona granicy
W 1960 18 strażnica WOP Jurgów II kategorii ochraniała odcinek granicy państwowej o długości 17000 m:
- Od znaku granicznego (wł.) nr II/153 do znaku gran. nr II/190 (wył).

Na ochranianym odcinku funkcjonowało przejście graniczne małego ruchu granicznego obsługiwanie przez załogę strażnicy:
- Jurgów - Podspády.

## Strażnice sąsiednie
- 185 strażnica WOP Niedzica ⇔ 187 strażnica WOP Skała – 1946
- strażnica WOP Kacwin ⇔ strażnica WOP Łysa Polana – 1957

## Komendanci/dowódcy strażnicy
- Zdzisław Mossóczy (do końca 1950)[9]
- chor. Edward Wojtanowski (od 1952)
- por. Jerzy Stokwiszewski (04.08.1983–30.06.1984)[10].